# Cnemoplites cephalotes
Cnemoplites cephalotes är en skalbaggsart som först beskrevs av Francis Polkinghorne Pascoe 1864.  Cnemoplites cephalotes ingår i släktet Cnemoplites och familjen långhorningar. Inga underarter finns listade i Catalogue of Life.